# Lum You
Compléments
Condamné à mort pour meurtre

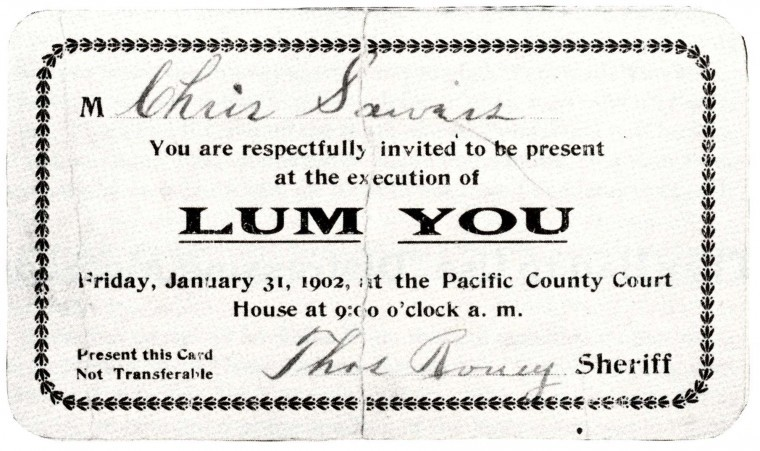
Une invitation pour l'exécution de Lum You.

Lum You (1861 - 31 janvier 1902), aussi appelé Lum Yu, est un travailleur chinois immigré aux États-Unis dans la région du Nord-Ouest Pacifique qui fut condamné à la pendaison pour meurtre. Il est célèbre pour être l'unique personne à avoir été exécutée officiellement dans le comté de Pacific dans l'État de Washington et pour son évasion prétendument organisée par les geôliers chargés de le surveiller.

## Biographie
Lum You fait partie de ces travailleurs chinois qui ont émigré dans l'État de Washington au tournant du siècle. Fier, élégant, et sociable, You est plutôt apprécié de la communauté blanche. Il parle un peu anglais et travaille comme intermédiaire entre les travailleurs chinois et leurs employeurs.
En 1894, You approche le chef de la police de South Bend, Marion Egbert, pour se plaindre d'un résident chinois du nom de Ging qui l'a menacé. Egbert rejette You et lui suggère d'arranger la situation lui-même. You suit ce conseil à la lettre et attaque Ging avec une hache. Il est alors jugé pour agression et condamné à une amende de 500$ et six mois de prison ferme,.
En été 1901, You est employé comme ouvrier dans une conserverie et vit à Bay Center. Le 6 août de la même année, alors qu'il joue aux cartes, il est agressé, menacé et détroussé par Oscar Bloom, un homme blanc à la réputation de brute,. Cette fois-ci, You ne va pas voir la police et prend immédiatement les choses en mains : il retourne chez lui pour prendre son pistolet, retrouve Bloom et lui tire dans l'abdomen avant de fuir la scène. Bloom survit suffisamment longtemps pour dénoncer You sur son lit de mort.
You bénéficie d'une haute sympathie publique mais les employeurs blancs de travailleurs chinois réclament des autorités une réaction contre lui. You est arrêté le 7 août, et en octobre 1901, il est jugé et condamné pour le meurtre d'Oscar Bloom, Contrairement à la croyance des jurés que You ne recevra qu'une peine légère, le juge le condamne à mort par pendaison . L'exécution est prévue pour le 31 janvier 1902.
Même après sa condamnation, You continue de bénéficier du soutien public. Des pétitions pour réclamer la clémence, dont l'une est signée par l'un des jurés; sont envoyés au gouverneur de l'État, . Des officiels du comté sympathisent avec You et auraient supposément laissé ouverte la porte de sa cellule et encouragé à s'échapper,. You décide finalement de sortir le matin du 14 janvier et un rapport d'informations indique que la serrure de sa porte a été forcée avec l'aide d'un confédéré. You se cache dans les environs de South Bend pendant des jours poursuivi par une escadre menée par le shérif Thomas A. Roney. Le 15 janvier, il est signalé par deux hommes, et le lendemain, les délégués du comté se réunissent et acceptent d'offrir une récompense de 200$ pour la capture de You. Le 17 janvier, You est finalement rattrapé par un détachement de trois hommes. Il n'offre pas de résistance et quand il lui ait demandé pourquoi il s'était évadé, il répond seulement que la porte était ouverte et qu'il est sorti.
Le 27 janvier, le gouverneur Henry McBride rejette l'une des pétitions de clémence pour des raisons de procédure, et le 30 janvier, un télégramme reconfirme la condamnation à mort de You. L'exécution est tellement attendue que le shérif Roney est submergé de demandes à y assister. Roney envoie 500 cartes d'invitation, dont plusieurs exemplaires ont survécu jusqu'à nos jours,.
You est pendu le matin du 31 janvier 1902 au palais de justice de South Bend. Bien qu'il soit attendu qu'il paniquerait, You mange assez bien le matin et se dirige vers la potence de lui-même. Il fait ses adieux à ses amis et prononce ses dernières paroles en direction des bourreaux : « Tuez-moi bien, ». La trappe est actionnée par une corde mélangée avec trois autres cordes factices dont les extrémités sont dans une pièce cachée de la vue du public. Les quatre bourreaux entrent dans la pièce et tirent une corde chacun en même temps mais seul le shérif sait laquelle est celle de la potence.
You est la première et seule personne à être exécutée officiellement dans le comté de Pacific,,. Un mois après son arrestation, une nouvelle loi est promulguée par la législature de l'État de Washington pour que les futures exécutions soient effectuées à la pénitencier d'État de l’État de Washington à Walla Walla.

## Postérité
Le procès et l'exécution de Lum You furent très suivis dans le comté de Pacific et font aujourd'hui partis du folklore local. Son histoire fait l'objet de recherches et de réévaluation d'historiens locaux comme Ruth Dixon, Willard R. Espy (en), et Sydney Stevens. Espy, également poète reconnu, a rendu hommage à You avec une épitaphe humoristique. You est également le sujet d'une pièce de théâtre biographique, La Pendaison de Lum You, des conteurs Shoalwaters d'Oysterville (en).